# بيت مقدوم
بيت مقدوم هي تجمعٌ فلسطيني ضمن مجلس قروي الكوم غرب محافظة الخليل جنوب الضفة الغربية. وقع تحت الاحتلال الإسرائيلي بعد حرب 1967.
يحدها من الشمال إذنا، ومن الجنوب المورق ودير سامت، ومن الشرق خربة الدير، ومن الغرب الكوم، وترتفع عن سطح البحر حوالي 469 مترًا.
يشترك التجمع مع قرى الكوم، والمورق وحمصة بمجلس قروي موحد، وفيه مسجد.
بلغ عدد سكان التجمع نحو 1109 نسمة وفقًا للتعداد السكاني الفلسطيني عام 2017.